# Sarotherodon caroli
Sarotherodon caroli är en fiskart som först beskrevs av Holly, 1930.  Sarotherodon caroli ingår i släktet Sarotherodon och familjen Cichlidae. IUCN kategoriserar arten globalt som akut hotad. Inga underarter finns listade i Catalogue of Life.